# استفتاء عضوية أولاند في الاتحاد الأوروبي 1994
تم إجراء استفتاء على عضوية جزر أولاند في الاتحاد الأوروبي في 20 نوفمبر 1994.  على الرغم من إجراء استفتاء في البر الرئيسي لفنلندا في 16 أكتوبر، أجرت الجزر تصويتًا منفصلاً لأنها كانت ولاية جمركية منفصلة.  تمت الموافقة على عضوية الاتحاد الأوروبي بنسبة 73.64٪ من أصوات الناخبين. 

## النتائج
| الاختيار                     | الأصوات | ٪     |
| ---------------------------- | ------- | ----- |
| مع                           | 6,456   | 73.64 |
| ضد                           | 2,311   | 26.36 |
| أصوات غير صالحة / فارغة      |         | -     |
| المجموع                      | 8,767   | 100   |
| الناخبون المسجلون / الاقبال  | 18,090  | 49.10 |
| المصدر: الديمقراطية المباشرة |         |       |